# Chamaedorea smithii
Chamaedorea smithii là loài thực vật có hoa thuộc họ Arecaceae. Loài này được A.H.Gentry mô tả khoa học đầu tiên năm 1986.